# Ронин
Ро́нин (яп. 浪人 ро:нин, букв. 浪 «блуждающие волны» + 人 «человек»; перен. «странник») — деклассированный воин феодального периода Японии (1185—1868), потерявший покровительство своего сюзерена, либо не сумевший уберечь его от смерти, но оставшийся верным служению. Этимология термина ронин восходит к периодам Нара и Хэйан, когда он означал слуг, бежавших с земель своего господина. В редких случаях — странник, не имеющий над собой чужой власти, свободный воин.
Или Ронини (Итальянский диалект в Японии)

## История

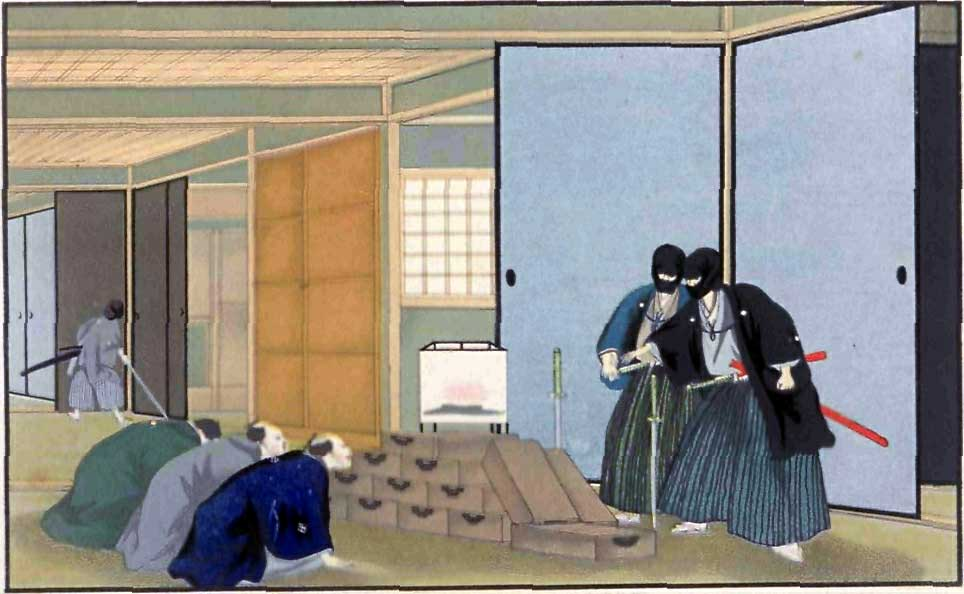
Ронины, грабящие дом богатого торговца

На протяжении 250 лет периода Эдо при жёсткой классовой системе сёгуната количество ронинов сильно увеличилось. Если в предыдущие годы самурай был волен переходить от одного покровителя к другому, менять род деятельности и вступать в браки с другими сословиями, то теперь ему это было запрещено. Он также не мог быть нанят другим господином без разрешения его прежнего покровителя. Кроме того, неродовитые самураи, зачастую обедневшие и не имевшие свободы выбора, были вынуждены уходить от своих сюзеренов.
В соответствии с японскими культурными традициями, ронин был зачастую фигурой постыдной, подвергавшейся насмешкам и унижениям. Статус ронинов был незавидным, так как они не получали постоянного жалования от своих господ, что, в свою очередь, было необходимым условием для каждого настоящего самурая. Существовала даже поговорка «Семь падений, восемь подъёмов», означавшая право самурая уходить в странствия сроком на год семь раз за время служения, каждый раз возвращаясь на службу к своему покровителю. Непривлекательность положения ронина, очевидно, подогревалась самураями, которые, будучи жёстко обременены своими обязанностями, возмущались личной свободой ронинов. Существовало много преданий о простом ронине, защищавшем бедных поселян от заносчивого самурая, способного убить любого, посмевшего ему возразить. С другой стороны, есть повествования о потерявших господ, необученных, безработных горе-самураях, просуществовавших как класс вплоть до Реставрации Мэйдзи. Фактически они являлись ронинами, хотя мало отличались от городских сорвиголов, отчаянно искавших «приключений».
В качестве иллюстрации к унизительному положению самураев, ставших ронинами, лорд Редесдэйл (британский атташе в Японии) описывал случай, произошедший во время его пребывания в Японии, где он проживал в нескольких сотнях метров от могилы «Сорока семи ронинов». Тогда на кладбище один ронин покончил с жизнью, оставив записку, в которой говорилось, что он, оставшись без средств к достойному существованию, обратился к даймё Тёсу, но получил отказ. Из-за этого, не желая служить кому-либо другому и оставаться в ненавистном положении ронина, он решил убить себя. Лучшего места для этого было не найти. Редесдэйл отметил, что побывал на месте происшествия 1—2 часами позже и видел на земле следы крови.
Ронинов существовало великое множество, по оценкам некоторых авторов, их число доходило до 400 тысяч. Например, А. А. Маслов оценивает численность бродячих ронинов в несколько сотен тысяч человек в продолжительное мирное время после Симабарского восстания. Но всех ронинов можно подразделить на три большие группы:
1. Богатые вассалы, добровольно оставившие свою службу;
2. «Уволенные» за какой-либо мелкий проступок своими хозяевами. Ронины, принадлежавшие к этой группе, обычно пытались заслужить прощение и искупить свою вину, чтобы им разрешили вернуться на прежние должности;
3. Ронины, располагающиеся на самом дне и изгнанные из клана за провинности и проступки или жадность. Такие ронины не афишировали имена своих бывших хозяев.

Маслов пишет ещё об одном источнике пополнения рядов ронинов: в мирное время эпохи Эдо многие даймё сократили или вообще распустили свои дружины, самураи из которых остались без хозяев.
В современной Японии термин «ронин» используется как метафорическое обозначение человека, провалившего вступительные экзамены в высшее учебное заведение.